# Nintendo DS Lite
Nintendo DS Lite — портативна гральна консоль, з двома екранами виробництва Nintendo.
Nintendo DS Lite має дизайн «розкладачки» з двома рідкокристалічними екранами, нижній екран є сенсорним, що використовується у багатьох іграх. Консоль має вбудований мікрофон, який використовується у деяких іграх для подачі голосових команд чи обміну голосовими повідомленнями з іншими консолями.

## Випуск
Nintendo DS Lite було анонсовано 26 січня 2006 року і пізніше було продемонстровано на E3 2006 у травні в Los Angeles Convention Center.
У Японії Nintendo DS Lite було випущено 2 березня 2006 року. Через дефіцит компонентів та надмірний попит після запуску, багато дистриб’юторів електроніки підняли роздрібну ціну на  портативну консоль. Незважаючи на те, що Nintendo вдалося випустити 550 000 одиниць у березні 2006 року, DS Lite був розпроданий незабаром після запуску. Дефіцит мав бути зменшений після того, як Nintendo випустила 700 000 одиниць Nintendo DS Lite протягом квітня 2006 року; однак роздрібні торговці в Токіо знову розпродали наприкінці травня 2006 року. Ця нестача тривала протягом більшої частини 2006 і 2007 років, а роздрібні торговці по всій країні мали постійні вивіски з вибаченнями за нестачу, але зазначали, що час прибуття нового запасу був невідомий. Коли надходив новий товар, його розкуповували за кілька днів. Оскільки поповнення запасів відбувалося нерегулярно, пошук продукту часто включав декілька візитів до різних роздрібних торговців, і в більшості випадків товару не було. Так було в Японії станом на 25 квітня 2007 року, коли магазини щодня відмовлялися від потенційних клієнтів і швидко розпродавали товар.
Nintendo DS Lite була випущена в Північній Америці 11 червня 2006 року. Були різні повідомлення про те, що північноамериканські магазини Target, Walmart, Kmart і Meijer продали одиниці Nintendo DS Lite ще 30 травня 2006 року, порушивши офіційну дату запуску. 13 червня 2006 року Nintendo оголосила, що 136 500 одиниць було продано за два дні у Північній Америці.[джерело?] Незабаром після запуску, DS Lite був розпроданий у великих роздрібних магазинах США; однак у 2006 і 2007 роках він не мав такого постійного дефіциту, як у Японії.
Nintendo DS Lite було випущено в Європі 23 червня 2006 року. У Фінляндії та Швеції DS Lite було випущено 22 червня 2006 року у зв’язку зі святом літнього сонцестояння. Лише за 10 днів Nintendo оголосила про продаж 200 000 Nintendo DS Lite в Європі.[джерело?] 12 червня 2006 року китайська медіа-організація Sina.com повідомила про викрадення контейнера, призначеного для відправлення до Європи, який містив товари на суму 18 мільйонів гонконзьких доларів (2,32 мільйона доларів США), включаючи чорні консолі Nintendo DS Lite і ігри. Пізніше GamesIndustry.biz повідомило, що Nintendo підтвердила, що «декілька білих DS Lite, виготовлених для ринку Великобританії, були вкрадені в Гонконгу».
Nintendo відкрила свою дочірню компанію Nintendo of Korea 20 липня 2006 року. DS Lite була першою консоллю, випущеною дочірньою компанією в Південній Кореї 18 січня 2007 року. Популярні корейські актори Чан Донгон і Ан Сон Кі були залучені для допомоги в просуванні консолі. Nintendo of Korea заявили, що за перший рік продажу було продано більше одного мільйона одиниць, а станом на квітень 2008 року – близько 1,4 мільйона.
Підтримку DS Lite було припинено в квітні 2011 року.

## Технічні характеристики

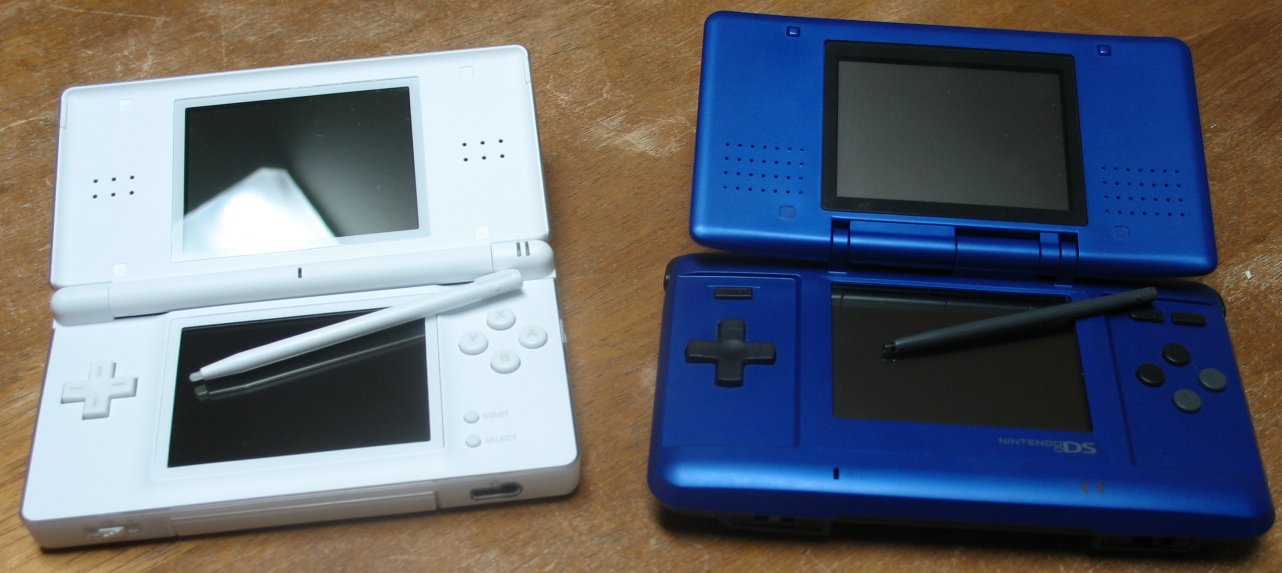
Nintendo DS Lite (ліворуч) і оригінальний DS (праворуч)

Nintendo DS Lite має висоту 73,9 мм, ширину 133 мм  і глибину 21,5 мм. Верхній екран являє собою 3,12-дюймовий кольоровий РК-дисплей TFT з підсвічуванням і роздільною здатністю 256x192 пікселів, точковим кроком 0,24 мм, здатний відображати загалом 262 144 кольори. Сенсорний екран має ті ж характеристики, що й верхній екран, але з прозорим аналоговим сенсорним сенсором. Екрани мають максимальну яскравість 200 кд/м² для верхнього екрану і 190 кд/м² для нижнього екрану (сенсорний екран).
Центральний процесор складається з двох процесорів ARM, основного процесора ARM946E-S і співпроцесора ARM7TDMI з тактовою частотою 67 МГц і 33 МГц відповідно. Літій-іонний акумулятор (1000 мА) здатний забезпечити від 15 до 19 годин відтворення на одному заряді; також доступний енергозберігаючий сплячий режим. Щоб повністю зарядити акумулятор консолі, потрібно приблизно три години. DS Lite використовує блок живлення змінного струму, який відрізняється від того, що використовується для оригінальних Nintendo DS і Game Boy Advance SP, через менший порт блоку живлення змінного струму у верхній частині пристрою.
DS Lite підтримує бездротовий зв’язок IEEE 802.11 із радіусом дії від 9 до 30 метрів. Кілька користувачів можуть грати в певні багатокористувацькі ігри за допомогою однієї ігрової карти DS за допомогою DS Download Play. DS Lite здатний отримувати сигнали Wi-Fi від інших систем сімейств Nintendo DS і 3DS, консолей Wii і точок доступу Wi-Fi. Підтримуються зашифровані та незашифровані мережі WEP. Шифрування WPA не підтримується.
Разом із сенсорним екраном, Nintendo DS Lite має кнопки A/B/X/Y на лицьовій панелі, D-pad, L/R плечові кнопки, кнопки «Start» і «Select», повзунок гучності та перемикач живлення. Стилус, що додається, на 1 см довший і на 2 мм товщий, ніж стилус оригінальної Nintendo DS. Залежно від програмного забезпечення стереодинаміки можуть забезпечувати віртуальний об’ємний звук. Він має роз’єми для стереонавушників і вбудований мікрофон для розпізнавання голосу.
Як і оригінальна DS, Nintendo DS Lite сумісна з Game Pak від Game Boy Advance, а також з ігровими картками Nintendo DS. DS Lite має слот DS зверху та слот Game Boy знизу. Знімна кришка слота Game Pak для Game Boy Advance забезпечує додатковий захист від пилу та інших сторонніх матеріалів.

## Галерея
|                                      |
| Nintendo DS Lite у закритому вигляді |

|                                                  |
| Nintendo DS Lite, повністю відкрита та увімкнена |

|                                                                        |
| Кнопки «Start» і «Select» було переміщено під групу кнопок A, B, X і Y |

| |
| Перед консолі з повзунком регулювання гучності ліворуч, роз’ємом для навушників праворуч і слотом Game Boy Advance посередині |

|                                                    |
| Перероблений стилус і переміщений вимикач живлення |

|                                                       |
| Кришка Game Boy Advance і стилус під Nintendo DS Lite |